# San Cristóbal (Colombia)
San Cristóbal è un comune della Colombia facente parte del dipartimento di Bolívar.